# Ernst Cahn

Cahn als Abiturient in Bayreuth, 1894

Ernst Cahn (geboren 2. November 1875 in Bayreuth; gestorben 24. Oktober 1953 in Frankfurt am Main) war ein deutscher Jurist, der an der Frankfurter Akademie für Sozial- und Handelswissenschaften und der Stiftungsuniversität Frankfurt lehrte.

## Leben
Cahn wurde als Sohn jüdischer Eltern geboren. Nach dem Tod seines Vaters konvertierte er zum Christentum. Nach seiner Reifeprüfung 1894 am Humanistischen Gymnasium Bayreuth studierte er Rechtswissenschaften und Nationalökonomie an der Universität Berlin und der Universität München. 1898 legte er die Erste juristische Staatsprüfung ab und promovierte, 1901 folgte die Zweite Staatsprüfung. 
Von 1898 bis 1901 war er Rechtsreferendar in Bayreuth, von 1902 bis 1916 Mitarbeiter und später Leiter des Sozialen Museums, welches das Institut für Gemeinwohl gegründet hatte. 1904 erhielt er einen Lehrauftrag für Sozialversicherung und öffentliches Gewerberecht an der Akademie für Sozial- und Handelswissenschaften in Frankfurt. Nach seiner Habilitation 1909 wurde er an der Akademie Privatdozent für Strafrecht, Verwaltungsrecht und Politik, 1914 dann Dozent an der neu gegründeten Stiftungsuniversität Frankfurt. Ab 1916 war er Magistratssyndikus in Frankfurt und Professor für Staatslehre und Verwaltungsrecht, 1922 Obermagistratsrat der städtischen Verwaltung.
1933 wurde Cahn als Jude zwangspensioniert und in den Ruhestand versetzt. Er lebte in der Zeit des Nationalsozialismus weiterhin in Frankfurt. 
Ekkehard Kaufmann schrieb in einem Vorwort zu Cahns posthum veröffentlichter Schrift Das Recht der Binnenfischerei im deutschen Kulturgebiet von den Anfängen bis zum Ausgang des 18. Jahrhunderts.: 

„Die Jahre nach 1933 brachten für ihn, den geborenen Juden, der schon in jungen Jahren aus eigener Neigung Christ geworden war, eine Zeit der Verfolgung, der Entbehrungen und der Einsamkeit. Er durfte die ihm lieb gewordene Arbeit nicht mehr fortsetzen.“

1945 wurde er wieder als Obermagistratsrat und Professor eingesetzt. Im Herbst 1945 ging er jedoch in Pension und engagierte sich fortan im Verein für Volksbildung und in der Tuberkulosefürsorge.